# 董庄子堂

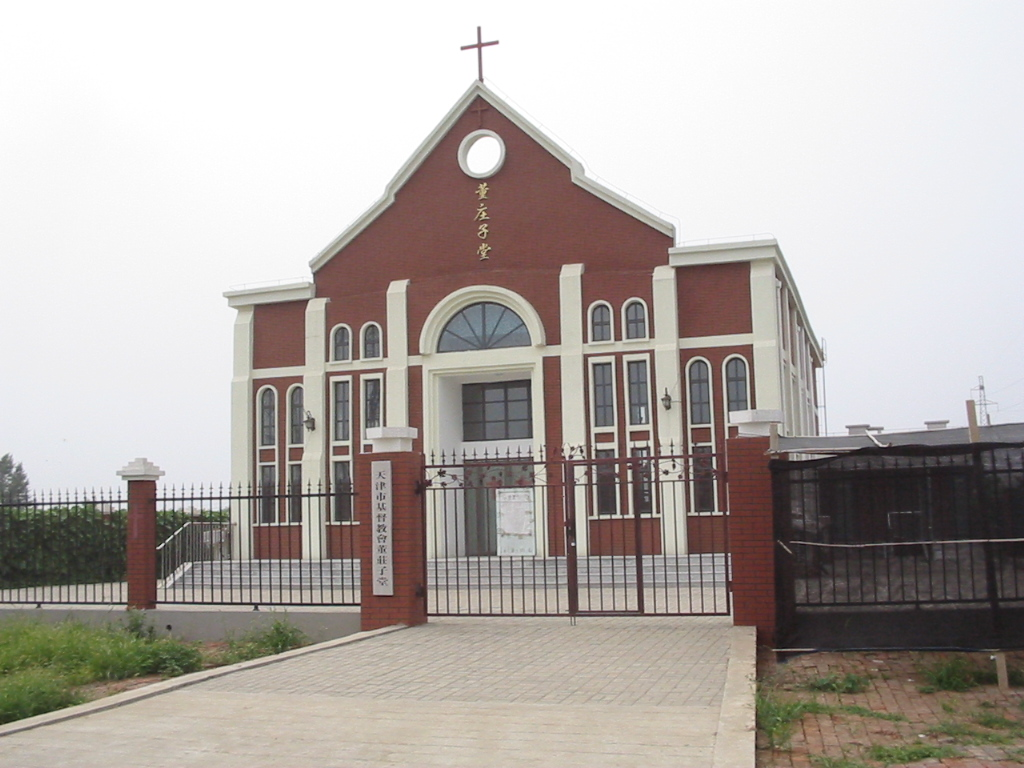
董庄子堂

天津基督教董庄子堂是2010年新开放的政府认可的基督教新教教堂，隶属于天津市基督教“两会”，坐落于天津市西青区张家窝镇董庄子。

## 背景
关于张家窝董庄子堂的资料较少，但可以确定至少在2005年前该堂区就已成为政府认可的教会。由于新农村建设，董庄子堂位于董庄子村大槐树下的旧址因房地产开发面临拆迁，因此于现址建设了新堂，新堂于2010年12月28正式开放。